# Municipio de Antilla
Municipio de Antilla är en kommun i Kuba.   Den ligger i provinsen Provincia de Holguín, i den östra delen av landet, 700 km öster om huvudstaden Havanna. Antalet invånare är 12 542. Arean är 101 kvadratkilometer.
Terrängen i Municipio de Antilla är platt.